# 星屑
| ウィキペディアには「星屑」という見出しの百科事典記事はありません（タイトルに「星屑」を含むページの一覧/「星屑」で始まるページの一覧）。 代わりにウィクショナリーのページ「星屑」が役に立つかもしれません。 |